# Xã Claiborne, Quận Izard, Arkansas
Xã Claiborne (tiếng Anh: Claiborne Township) là một xã thuộc quận Izard, tiểu bang Arkansas, Hoa Kỳ. Năm 2010, dân số của xã này là 167 người.